# Меліхово
Ме́ліхово (рос. Мелихово) — присілок у складі Дмитровського міського округу Московської області, Росія.

## Населення
Населення — 28 осіб (2010; 13 у 2002).
Національний склад (станом на 2002 рік):
- росіяни — 92 %